# Ignimbrite

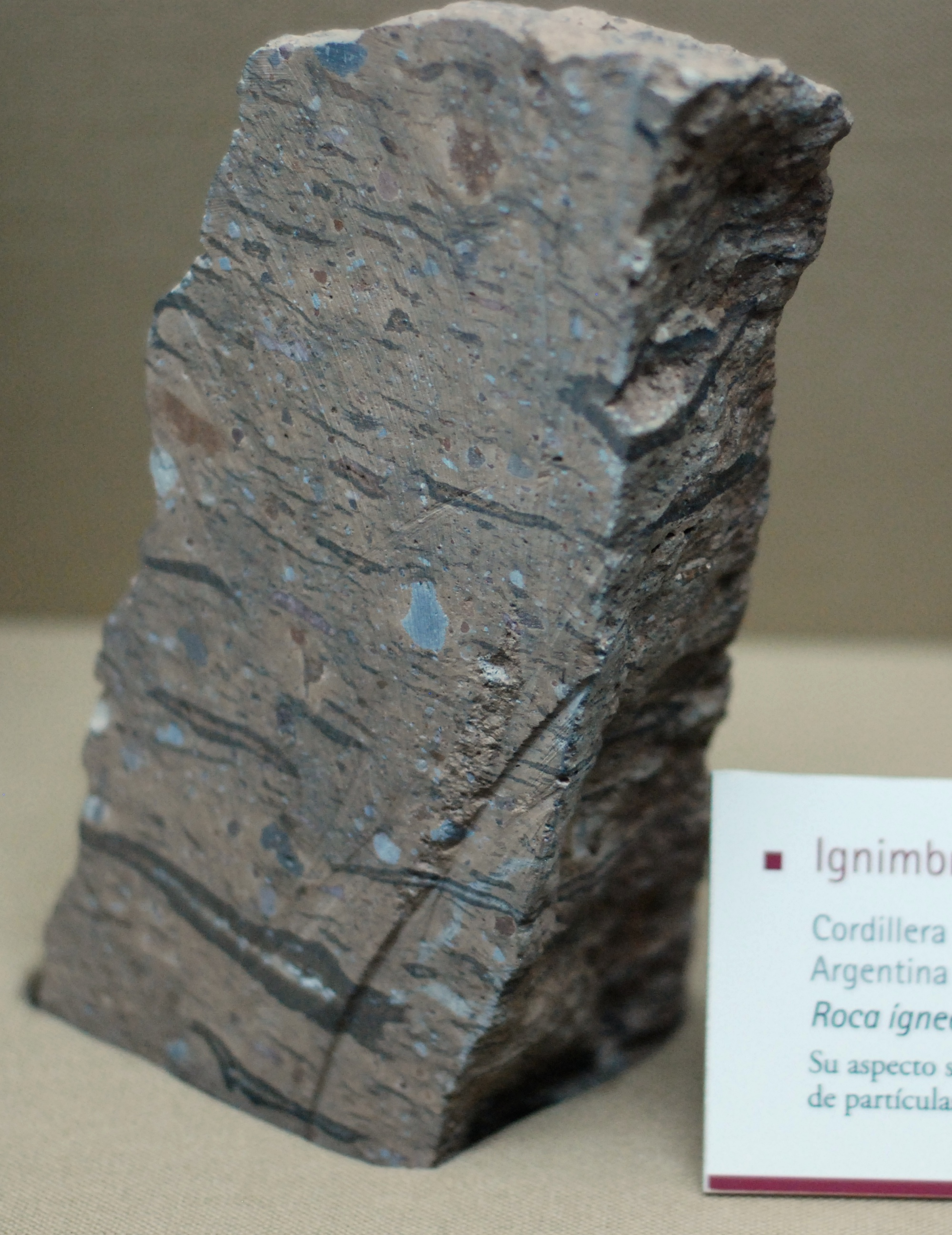
Bloc d'ignimbrite.

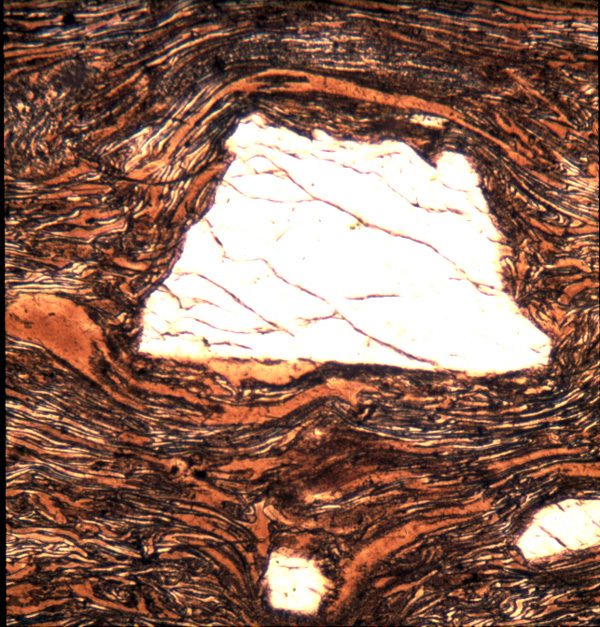
Ignimbrite observée au microscope. Le verre volcanique marron présente une structure fluidale.

Une ignimbrite est une roche formée de débris de lave acide issus d'une nuée ardente et soudés avant leur refroidissement, mélangés à une matrice vitreuse. Elle a un aspect de pierre ponce. Les ignimbrites peuvent être blanches, grises, roses, beiges, brunes ou noires - selon leur composition et leur densité (principalement de couleur gris foncé à gris-bleu). Le mot ignimbrite vient du latin, de ignis, le feu, et imber, la pluie.

## Composition
Elle a souvent la composition d'une roche volcanique acide (rhyolite, dacite). Elle est composée en particulier de quartz, de sanidine, d'albite et de biotite.

## Origine
Les ignimbrites sont issues d'éruptions volcaniques de type explosif accompagnées de nuées ardentes.

## Méta-ignimbrite
Les méta-ignimbrites sont des ignimbrites métamorphisées.

## Utilisation
L'ignimbrite est localement employée dans la construction.
Dans les fours de poterie d'Entrammes du Haut-Empire romain, les « rayons » destinés à soutenir les objets mis à cuire sont en ignimbrite rhyolitique – ils font figure d'exception, puisque ces rayons sont généralement construits en argile. Cette pierre a été préférée en raison de son caractère facilement clivable.